# Çapar, Şabanözü
Çapar là một xã thuộc huyện Şabanözü, tỉnh Çankırı, Thổ Nhĩ Kỳ. Dân số thời điểm năm 2010 là 44 người.